# Osapska jama
Osapska jama, imenovana tudi Grad, leži pri vasi Osp pod strmim kraškim pobočjem. Jama se nahaja pod veliko previsno steno in je obdana z ostanki obzidja ter občasno površinsko Osapsko reko. Že več kot sto let predstavlja izziv za jamarje, ki skušajo slediti vodnim potem do njihovega izvora. Raziskave so pomembne ne le z vidika speleološkega raziskovanja, temveč tudi zaradi možnosti uporabe pridobljenih podatkov za izboljšanje vodne oskrbe obalnih mest. Med domačini so prisotne pripovedi, da naj bi bila Osapska jama podzemno povezana s socerbsko Sveto jamo.
Prostorna vhodna vrata, 20 m visoka in 40 m široka, peljejo v rove, kjer so na dnu značilna jezera oziroma vodne kotanje. Leta 1981 so člani Jamarskega društva Dimnice iz Kopra organizirali prve ekskurzije v to jamo.
Je tudi arheološko najdišče s prazgodovinskimi in zgodnjesrednjeveškimi najdbami ter obrambnim zidom, ki pričajo, da so se tja ves čas pred sovražnimi vpadi zatekali prebivalci.